# Kathedrale von Clifton

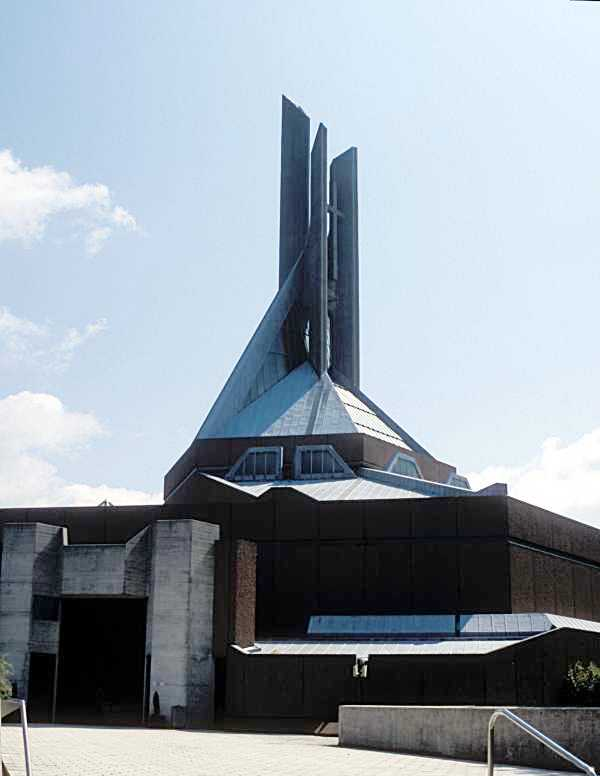
Clifton, Kathedrale St. Peter und Paul

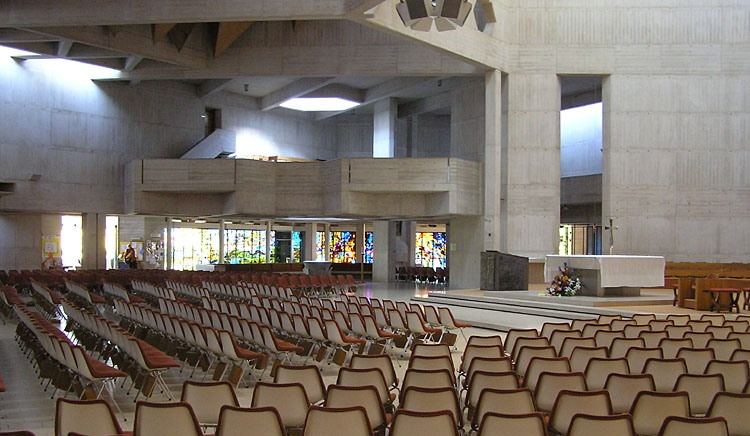
Inneres

Die Kathedrale von Clifton (Cathedral Church of SS. Peter and Paul) im Stadtteil Clifton der englischen Stadt Bristol ist die Bischofskirche des römisch-katholischen Bistums Clifton. Das moderne Betonbauwerk wurde 1972/73 als Ersatz für die Prokathedrale Holy Apostles errichtet. Die Pläne stammten von der Architektengemeinschaft Percy Thomas Partnership.

## Geschichte
Nach der Katholikenemanzipation im Vereinigten Königreich wurde 1830 in Bristol-Clifton der Bau einer groß angelegten Kirche im Stil eines griechisch-römischen Tempels in Angriff genommen. Das Unternehmen scheiterte jedoch am instabilen Untergrund und mangelhafter Fundamentierung. 1846 wurde Charles Hansom, Bruder von Joseph Hansom, mit dem Entwurf einer bescheideneren Kirche mit hölzernen Stützen, Bögen und Dachstuhl beauftragt. Diese Apostel-Kirche war 1848 vollendet und wurde bei der Errichtung des Bistums Clifton im Rahmen der Wiederherstellung der katholischen Hierarchie in England 1850 zur Kathedrale erhoben. Sie galt als Provisorium, auch nachdem sie 1870, ebenfalls durch Charles Hansom, um eine Vorhalle mit Schaufassade im Stil der italienischen Romanik erweitert worden war. Ortsgemeinde und Bistum wuchsen durch Zuwanderung katholischer Iren, Polen und US-Amerikaner. In den 1960er Jahren begannen Planungen für eine Grundsanierung und zeitgemäße Neugestaltung der Apostelkathedrale. Die Arbeiten sollten mit der noch immer ausstehenden Kirchweihe ihren Abschluss finden. Die errechneten Kosten waren jedoch hoch und die Instabilität des Untergrunds machte weiterhin Sorgen. Eine Spendenaktion mehrerer katholischer Geschäftsleute ermöglichte dann den Bau einer neuen Kathedrale nicht weit von der Prokathedrale in modernen, vom Zweiten Vatikanischen Konzil inspirierten Formen. Sie wurde an ihrem Patronatsfest Peter und Paul, dem 29. Juni 1973, durch den Apostolischen Delegaten Domenico Enrici, den Erzbischof von Westminster Kardinal Heenan und den Bischof von Clifton Joseph Rudderham in Anwesenheit zahlreicher weiterer Bischöfe geweiht.

## Architektur
Die St.-Peter-und-Pauls-Kathedrale ist auf dem Grundriss eines in die Länge gezogenen Sechsecks erbaut. In diesem befindet sich an der östlichen Langseite die ebenfalls sechseckige Altarinsel mit der Cathedra, um die an drei Seiten das Gestühl gruppiert ist. Es bietet 1000 Personen Platz. Der Sichtbeton ist im Inneren mit Portland-Sand gemischt, der seine Lichtreflektivität verstärkt. Über dem Altar ist das Dach sechseckig erhöht und bildet eine Spitze, die sich in drei Betonstreben mit eingefügtem Kreuz fortsetzt. Die Sakramentskapelle ist vom Altar und zugleich für Beter durch einen Umgang an der Außenwand zugänglich, an dem sich weiter vorne auch die Marienkapelle mit einem kunstvollen Opferkerzenleuchter befindet. Licht fällt durch eine Buntglasfensterfläche mit Pfingstmotiven sowie durch Klarglasfensterbänder im Dach ein. Eine eigene sechseckige Laterne beleuchtet den Taufstein von oben.

## Ausstattung
Bemerkenswert sind die 14 Relieftafeln des Kreuzwegs von William Mitchell. Die originellen Darstellungen weichen von den klassischen Kreuzwegstationen ab. Sie beginnen mit dem Letzten Abendmahl am Gründonnerstag und enden mit dem Brotbrechen des Auferstandenen in Emmaus.

### Orgel
Die Orgel wurde 1973 von der österreichischen Firma Rieger erbaut. Das Instrument hat 26 Register auf drei Manualen und Pedal. Die Trakturen sind mechanisch.
| I Rückpositiv C–g3 |       |
| Metallgedackt      | 8′    |
| Prinzipal          | 4′    |
| Koppelflöte        | 4′    |
| Gemshorn           | 2′    |
| Quintlein          | 1 ⁄3′ |
| Scharff IV         |       |
| Krummhorn          | 8′    |
| Tremulant          |       |

| II Hauptwerk C–g3 |    |
| Principal         | 8′ |
| Rohrflöte         | 8′ |
| Octav             | 4′ |
| Superoctav        | 2′ |
| Sesquialter II    |    |
| Mixtur IV-VI      |    |
| Trompete          | 8′ |

| III Brustwerk C–g3 |        |
| Holzgedackt        | 8′     |
| Holzrohrflote      | 4′     |
| Nasat              | 2 ⁄3′  |
| Holzprincipal      | 2′     |
| Terz               | 1 3⁄5′ |
| Cimbel II          |        |
| Regal              | 16′    |
| Tremulant          |        |

| Pedalwerk C–f1 |     |
| Prinzipal      | 16′ |
| Subbass        | 8′  |
| Octave         | 8′  |
| Fagott         | 16′ |
| Schalmei       | 4′  |